# Parafia św. Jana Bosko w Sokołowie Podlaskim
Parafia pw. św. Jana Bosko w Sokołowie Podlaskim – rzymskokatolicka parafia należąca do dekanatu sokołowskiego, diecezji drohiczyńskiej, metropolii białostockiej.

## Historia parafii
Parafia utworzona 1 stycznia 1978 z parafii Niepokalanego Serca Najświętszej Maryi Panny w Sokołowie Podlaskim przez księdza biskupa Jana Mazura, ordynariusza siedleckiego. Od 22 marca 1978 jest prowadzona przez salezjanów.

## Miejsca święte

### Kościół parafialny
Kościół parafialny został wybudowany w latach 1935–1939 według projektu architekta Brunona Zborowskiego z Warszawy, konsekrowany 18 czerwca 1939 przez księdza prymasa Augusta Hlonda.